# Derodontoidea
Derodontoidea LeConte, 1861 è una superfamiglia di coleotteri del sottordine Polyphaga, unica superfamiglia dell'infraordine Derodontiformia.

## Tassonomia
Comprende tre famiglie:
- Derodontidae LeConte, 1861
- Jacobsoniidae Heller, 1926
- Nosodendridae Erichson, 1846